# Esplanadin puisto
Esplanadeparken (finsk: Esplanadin puisto; svensk: Esplanadparken), i daglig tale kaldet "Espa" eller "Espen", er en promenade og bypark i det centrale Helsinki, Finland. Den ligger mellem Erottaja (svensk: Skillnaden) og Markedstorvet. Den grænser op til Pohjoisesplanadi (svensk: Norra Esplanaden) i nord og Eteläesplanadi (svensk: Södra Esplanaden) i syd. Aleksanterinkatu (svensk: Alexandersgatan) løber parallelt med Esplanadeparken.
Parken er tegnet af Carl Ludvig Engel og åbnede i 1818.
I Esplanadeparkens østlige ende ligger restauranten Kappeli, der slog dørene op i 1867. Foran restauranten ligger en udendørsscene, hvor der ofte arrangeres koncerter. Midt i parken står en statue af Johan Ludvig Runeberg, der er udført af hans søn, Walter Runeberg. Parken er også hjemsted for skulpturer af Viktor Jansson og Gunnar Finne.